# Wapen van Vorden
Het wapen van Vorden was tot 2005 het wapen van de voormalige gemeente Vorden. De wapenbeschrijving luidt als volgt: 
In zilver een in drie rijen van goud en sabel geschakeerd kruis en een schildvoet van sinopel, beladen met twee golvende dwarsbalken van zilver.

## Geschiedenis
In 1923 deed de gemeenteraad een verzoek om een wapen. Zij vroegen het geslachtswapen aan van de familie van Voerden die sinds 1208 ter plaatse heeft gewoond. Het was bekend dat de 'Van Voerdens' het wapen sinds 1359 gevoerd hadden. 
Het antwoord was opmerkelijk: op 20 juli 1816 was reeds een wapen verleend aan Vorden. De beschrijving ervan luidt:
Van zilver, beladen met een geëchequeteerd kruis van sabel en zilver van drie tieres.
Alleen had Vorden in die tijd als enige van de 43 Gelderse gemeenten het verschuldigde bedrag niet overgemaakt, waardoor het geen recht had gekregen een wapen te voeren. De secretaris van de Hoge Raad van Adel, tevens een goede vriend van de burgemeester wist echter dat burgemeester Gallée destijds geweigerd had de leges te betalen omdat er geen verzoek om wapenbevestiging door de gemeente Vorden was ingezonden. Daarom moest er opnieuw een verzoek worden ingediend. 
Er werd besloten alsnog de leges te betalen en een verzoek in te dienen om desbetreffende wapenbrief te mogen ontvangen, de gemeenteraad was unaniem in deze. De secretaris vulde nog aan, mocht zij dit heerlijkheidswapen willen aanvragen, dat dat zou kunnen in gespiegelde kleuren, wat vroeger wel vaker voorkwam. Anders zou er een nieuw wapenontwerp gemaakt moeten worden. 
Er werd een nieuw ontwerp gemaakt, de verantwoordelijke ontwerper was heraldicus Titus van der Laars. Het ontwerp bestond uit een vermelding uit het bekende wapenboek van Johannes Rietstap waarin het geschakeerde wapen van het geslacht Vorden beschreven werd. De schildvoet moet in heraldische termen symbolisch worden beschouwd als twee zilveren beken door het groene landschap. Op 4 januari 1924 verzond de burgemeester een verzoekschrift samen met het ontwerp naar de Hoge Raad. De Hoge Raad maakte een kleine wijziging, de golvende schildvoet werd recht. Enkele maanden later kwam de goedkeuring. Op 18 maart 1924 werd het wapen middels Koninklijk Besluit verleend aan de gemeente Vorden.  Na de gemeentelijke herindeling van 2005 fuseerde de gemeente naar Bronckhorst. Er werden geen elementen van het wapen overgenomen in het wapen van Bronckhorst.

## Verwante wapens

Nettelhorst
Wapen volgens Siebmachers wapenboek
Waterschap Baakse Beek

Aalst · 
Ammerzoden · 
Angerlo · 
Appeltern · 
Batenburg · 
Beesd · 
Beltrum · 
Bemmel · 
Bergharen · 
Bergh · 
Beusichem · 
Borculo · 
Brakel · 
Buurmalsen · 
Deil · 
Didam · 
Dinxperlo · 
Dodewaard ·
Doornspijk ·
Dreumel ·
Driel ·
Echteld ·
Eibergen ·
Elst ·
Est en Opijnen ·
Everdingen ·
Ewijk ·
Gameren ·
Geesteren · 
Geldermalsen · 
Gendringen · 
Gendt ·
Groenlo ·
Groesbeek ·  
Haaften ·
Hedel ·
's-Heerenberg ·
Heerewaarden ·
Hemmen ·
Hengelo ·
Herwen en Aerdt ·
Herwijnen ·
Heteren ·
Heukelum ·
Hoevelaken ·
Horssen ·
Huissen ·
Hummelo en Keppel ·
Hurwenen  ·
Kerkwijk ·
Keppel ·
Kesteren ·
Laren · 
Lichtenvoorde ·
Lienden ·
Lingewaal · 
Maurik ·
Millingen aan de Rijn ·
Nederhemert ·
Neede ·
Neerijnen ·
Netterden ·
Niftrik ·
Nijbroek ·
Ophemert ·
Overasselt ·
Pannerden ·
Poederoijen · 
Renkum ·
Rijnwaarden ·
Rossum ·
Ruurlo ·
Steenderen ·
Terborg ·
Twello ·
Ubbergen ·
Valburg ·
Varik ·
Vorden ·
Vuren ·
Waardenburg ·
Wadenoijen ·
Wamel ·
Wehl ·   
Warnsveld ·
Wisch ·
Zeddam ·
Zelhem ·
Zoelen ·
Zuilichem 

Dorps-, heerlijkheids- en stadswapens: 

Acquoy 
· Baak 
· Barlham 
· Bredevoort 
· Doreweerd 
· Elden
· Enspijk 
· Gellicum 
· Groessen 
· Hakfort 
· Hellouw 
· IJzendoorn 
· Kell  
· Lede en Oudewaard 
· Lichtenberg 
· Loil 
· Maasbommel 
· Meijnerswijk 
· Meteren 
· Middagten 
· Rhenoy 
. Rumpt
· Tricht 
· Verwolde 
· Wildenborch